# Königinmutter

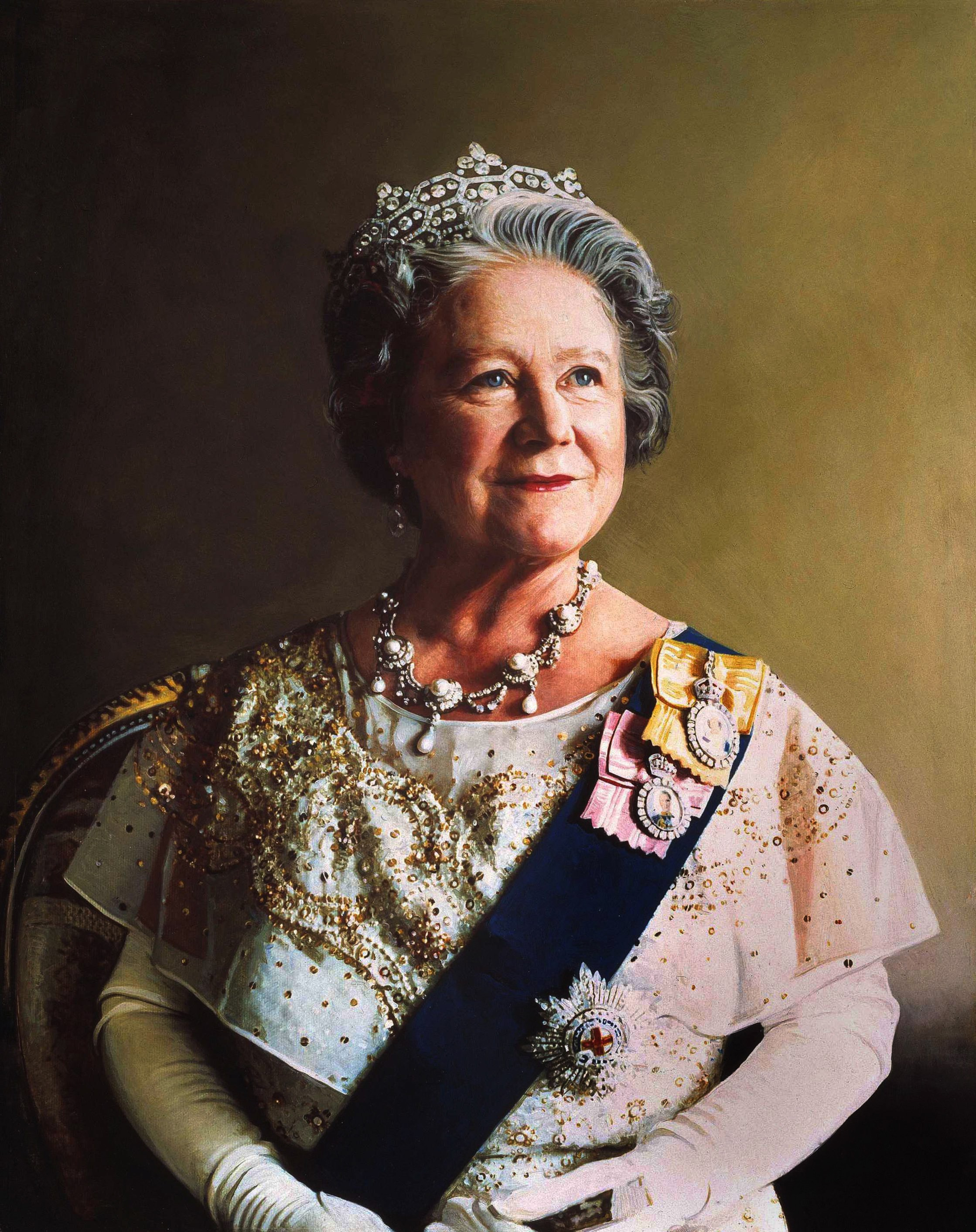
Queen Mum gilt als die bekannteste Königinmutter

Königinmutter ist die Bezeichnung für die Mutter eines Königs oder einer Königin. Die politischen Befugnisse der Königinmutter bestimmen sich durch die Regeln der jeweiligen Monarchie. In manchen Fällen beschränkt sich der Einfluss auf den mütterlichen Rat an den Sohn, in anderen Fällen ist die Königinmutter Teil des Kabinetts oder agiert als Regentin oder kann Einfluss auf die Bestimmung des Nachfolgers haben. Mancher Königinmutter wird auch negativer Einfluss auf ihren Sohn bzw. dessen Regentschaft nachgesagt. In manchen Fällen hat die Königinmutter ein zeremonielles oder repräsentatives Amt. Der Königinmutter steht üblicherweise das Recht auf die Anrede Majestät zu.
→ Siehe auch: Kaiserinmutter als entsprechendes Pendant im chinesischen Kaiserreich und im Kaiserreich Österreich

## Beispiele
- Elizabeth Bowes-Lyon (bekannt als Queen Mum) (1900–2002), als Mutter von Königin Elisabeth II.
- Maria von Teck (1867–1953), als Mutter von König Eduard VIII. und König Georg VI.
- Alexandra von Dänemark (1844–1925), als Mutter von König Georg V.
- Victoire von Sachsen-Coburg-Saalfeld (1786–1861), als Mutter von Königin Victoria
- Königin Juliana (1909–2004), als Mutter von Königin Beatrix
- Emma von Waldeck und Pyrmont (1858–1934), als Mutter von Königin Wilhelmina
- Elisabeth Gabriele in Bayern (1876–1965), als Mutter von König Leopold III.
- Caterina de’ Medici (1519–1589), als Mutter der Könige Franz II., Karl IX. und Heinrich III.
- Friederike von Hannover (1917–1981), als Mutter von König Konstantin II.
- Ayşe Hafsa Sultan (um 1479–1534), als Mutter von Sultan Süleyman I.